# Základní škola (Štramberk)
Základní škola je historizující stavba, která se nachází na ulici Zauličí čp. 485, u Národního sadu ve Štramberku v okrese Nový Jičín v pohoří Štramberská vrchovina v Moravskoslezském kraji. Ministerstvo kultury České republiky v roce 1997 prohlásilo školu kulturní památkou ČR.

## Historie
Počátky školství ve Štramberku spadají do období druhé poloviny 16. století. Budova školy byla postavena na náměstí (Náměstí čp. 18, penzion). Na začátku 20. století už nestačila vyhovovat. Obec, na popud MUDr. Adolfa Hrstky, rozhodla 2. prosince 1908 o výstavbě nové školní budovy na úpatí kopce Kotouč. Ta byla postavena v roce 1910 podle projektu ostravského stavitele a architekta Františka Grossmanna, pro nedostatek peněz byla postavena pouze část školy. Výuka byla zahájena 16. října 1910. Škola byla určena pro chlapce, děvčata zůstala na staré škole. V roce 1919 se stala měšťanskou školou a stará škola zůstala základní. V období 1995–1996 byla provedena generální oprava školní budovy, byly přistavěny nové učebny. Do roku 1998 byly v provozu obě budovy, snížením počtu dětí byly všechny třídy umístěny do nové budovy. Stará škola je přestavěna na penzion. V letech 2006–2007 byly provedeny úpravy některých nevyhovujících prostorů na moderní učebny.

## Popis
Kulturní památkou je prohlášena nejstarší část, která byla postavena v roce 1910. Dvoupatrová zděná omítaná stavba byla postavena na polovině půdorysu šestiúhelníka. Střechy jsou sedlové a valbové. Vstupní severní průčelí má v hlavní ose vstup s dvojicí sloupů s korintskou hlavicí na nichž je položeno kladí s balustrádou. Historizující průčelí je završeno hlavní římsou nad ní je posazen volutový štít s balustrádou po stranách a oválným oknem uprostřed.

## Další informace
U školy se také nachází výchozí bod Lašské naučné stezky Štramberk.